# Belém (Portugália)
Belém (IPA: [bɨˈlɐ̃ȷ̃]]; 2012-ig Santa Maria de Belém) a portugál főváros, Lisszabon egyik kerülete, a Tejo folyó partján fekszik. Az elnevezés Betlehem portugál nevéből ered. Belém arról nevezetes, hogy a XV. és XVI. századi portugál felfedezők hajói innen indultak afrikai, majd tengerentúli útjaikra köztük Vasco da Gama 1497-ben. Belém 1833-ban lett községgé, 1852-ben a település városi rangot kapott, első polgármestere Alexandre Herculano (1810-1877) portugál író-történész volt. 1885-ben egyesült Lisszabonnal.

## Látnivalók

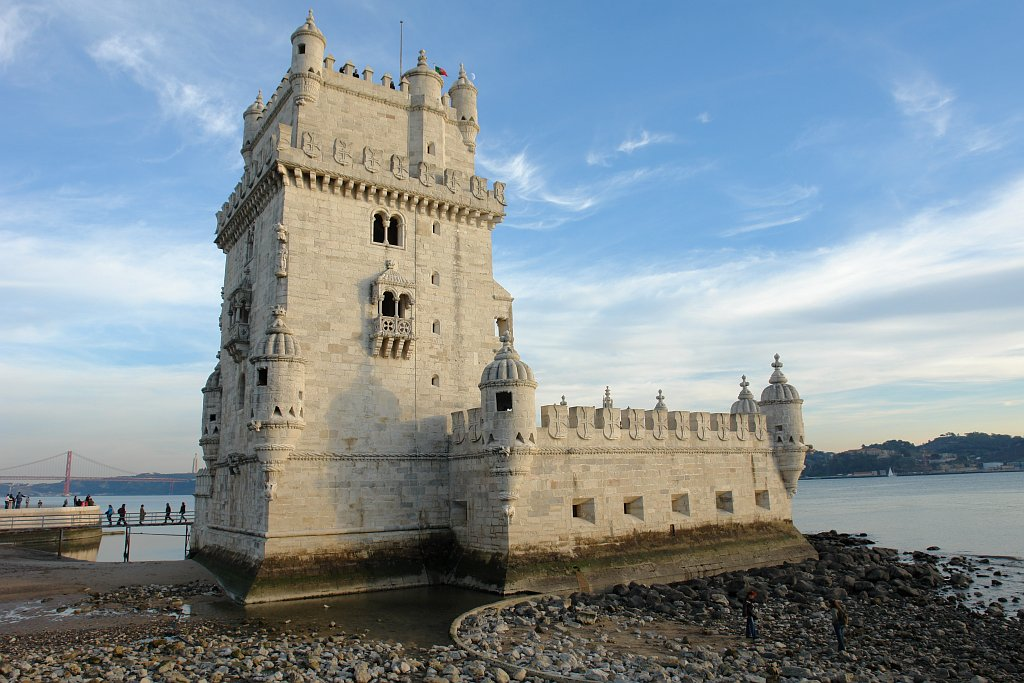
Belém-torony

- Belém-torony (Torre de Belém 1515–1521). Mánuel stílusú késő gótikus erődítmény jellegzetes kőből faragott pajzsos pártázattal, bordázott kupolájú őrtornyocskákkal, kötél formájú osztópárkányokkal.
- A Szent Jeromos-rend kolostortemploma (1502-1552) háromhajós hosszanti csarnokházzal és támasz nélküli, 19 m széles keresztházzal, hajlított bordás hálóboltozattal épült. Karcsú, nyolcszögletű, gazdagon díszített pillérek. Pompás főkapu. Szentély: érett reneszánsz. Híres, kétszintes kerengője gazdag, angol hatást mutató díszítéssel, részben reneszánsz formákkal. A belémi kolostort és benne a Santa Maria templomot I. Mánuel portugál király emeltette Vasco da Gama (1460 v. 1469–1524) emlékére, aki 1499. évi utazása során felfedezte az Indiába vezető utat.
- Hajózási Múzeum (Museu de Marinha)
- Nemzeti Régészeti Múzeum (Museu Nacional de Arqueologia)
- Szent Jeromos-kápolna (Capela de São Jerónimo 1514)
- A portugál köztársasági elnöki rezidencia, volt királyi palota (Palácio Nacional de Belém)
- Felfedezések emlékműve (Padrão dos Descobrimentos 1960)
- Belémi Kulturális Központ (Centro Cultural de Belém 1988-1993)
- Népművészeti Múzeum (Museu de Arte Popular 1948)
- Nemzeti Kocsi Múzeum (Museu Nacional dos Coches)
- Tejo Hőerőmű és az Elektromosság Múzeum (Central Tejo, Museu da Electricidade)
- Restelo stadion (Estádio do Restelo 1956), a Belenenses labdarúgócsapat székhelye